# On a Night Like This Tour
On a Night Like This Tour er en koncertturne af den australske sangerinde Kylie Minogue i forbindelse med hendes syvende studiealbum Light Years. Efter hun har fået positive anmeldelser for sin meget succesfulde præstationer med Sommer-OL 2000 i Sydney, annoncerede Minogue detaljer om deres nye turne. Det var hendes hurtigst sælgende turne i hendes karriere, billetterne blev sat til salg i november 2000.

## Spilleliste
1. "Loveboat"
2. "Kookachoo"
3. "Hand on Your Heart"
4. "Put Yourself in My Place"
5. "On a Night Like This"
6. Medley: "Step Back in Time"/"Never Too Late"/"Wouldn't Change a Thing"/"Turn It into Love"/"Celebration"
7. "Can't Get You Out of My Head"
8. "Your Disco Needs You"
9. "I Should Be So Lucky"
10. "Better the Devil You Know"
11. "So Now Goodbye"
12. "Physical"
13. "Butterfly"
14. "Confide in Me"
15. "Kids"
16. "Shocked"

Encore
1. "Light Years"
2. "What Do I Have to Do"
3. "Spinning Around"

## Turnedatoer
| Dato           | By          | Land       | Sted                             |
| -------------- | ----------- | ---------- | -------------------------------- |
| Europa         |             |            |                                  |
| 3. marts 2001  | Glasgow     | Skotland   | Clyde Auditorium                 |
| 4. marts 2001  | Glasgow     | Skotland   | Clyde Auditorium                 |
| 5. marts 2001  | Glasgow     | Skotland   | Clyde Auditorium                 |
| 7. marts 2001  | Manchester  | England    | Manchester Apollo                |
| 8. marts 2001  | Manchester  | England    | Manchester Apollo                |
| 9. marts 2001  | Manchester  | England    | Manchester Apollo                |
| 10. marts 2001 | Manchester  | England    | Manchester Apollo                |
| 12. marts 2001 | Brighton    | England    | The Brighton Centre              |
| 13. marts 2001 | Brighton    | England    | The Brighton Centre              |
| 14. marts 2001 | Cardiff     | Wales      | Cardiff International Arena      |
| 15. marts 2001 | Bournemouth | England    | Bournemouth International Centre |
| 17. marts 2001 | London      | England    | Hammersmith Apollo               |
| 18. marts 2001 | London      | England    | Hammersmith Apollo               |
| 19. marts 2001 | London      | England    | Hammersmith Apollo               |
| 20. marts 2001 | London      | England    | Hammersmith Apollo               |
| 23. marts 2001 | København   | Danmark    | Vega                             |
| 25. marts 2001 | Berlin      | Tyskland   | Columbiahalle                    |
| 26. marts 2001 | Hamburg     | Tyskland   | Große Freiheit                   |
| 27. marts 2001 | Köln        | Tyskland   | E-Werk                           |
| 28. marts 2001 | Paris       | Frankrig   | Bataclan                         |
| 30. marts 2001 | London      | England    | Hammersmith Apollo               |
| 31. marts 2001 | London      | England    | Hammersmith Apollo               |
| 1. april 2001  | London      | England    | Hammersmith Apollo               |
| Australien     |             |            |                                  |
| 14. april 2001 | Brisbane    | Australien | Brisbane Entertainment Centre    |
| 16. april 2001 | Sydney      | Australien | Sydney Entertainment Centre      |
| 17. april 2001 | Sydney      | Australien | Sydney Entertainment Centre      |
| 18. april 2001 | Sydney      | Australien | Sydney Entertainment Centre      |
| 19. april 2001 | Sydney      | Australien | Sydney Entertainment Centre      |
| 21. april 2001 | Hobart      | Australien | Derwent Entertainment Centre     |
| 23. april 2001 | Melbourne   | Australien | Rod Laver Arena                  |
| 24. april 2001 | Melbourne   | Australien | Rod Laver Arena                  |
| 25. april 2001 | Adelaide    | Australien | Adelaide Entertainment Centre    |
| 26. april 2001 | Adelaide    | Australien | Adelaide Entertainment Centre    |
| 28. april 2001 | Perth       | Australien | Perth Entertainment Centre       |
| 30. april 2001 | Perth       | Australien | Perth Entertainment Centre       |
| 3. maj 2001    | Melbourne   | Australien | Rod Laver Arena                  |
| 5. maj 2001    | Melbourne   | Australien | Rod Laver Arena                  |
| 6. maj 2001    | Melbourne   | Australien | Rod Laver Arena                  |
| 7. maj 2001    | Melbourne   | Australien | Rod Laver Arena                  |
| 9. maj 2001    | Sydney      | Australien | Sydney Entertainment Centre      |
| 10. maj 2001   | Sydney      | Australien | Sydney Entertainment Centre      |
| 11. maj 2001   | Sydney      | Australien | Sydney Entertainment Centre      |
| 12. maj 2001   | Sydney      | Australien | Sydney Entertainment Centre      |
| 13. maj 2001   | Sydney      | Australien | Sydney Entertainment Centre      |
| 14. maj 2001   | Sydney      | Australien | Sydney Entertainment Centre      |
| 15. maj 2001   | Sydney      | Australien | Sydney Entertainment Centre      |